# اختلاف التزامن

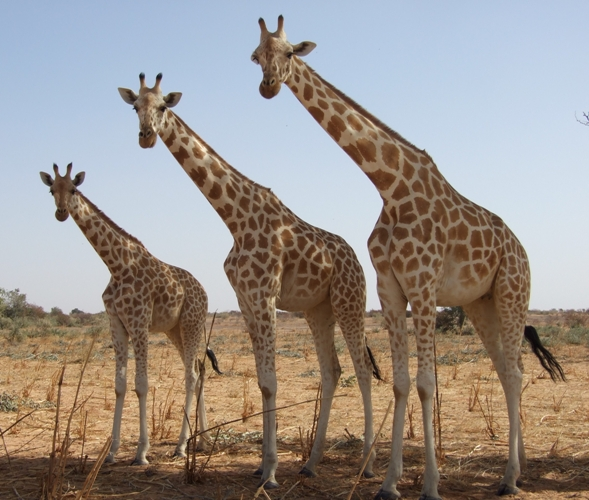

في علم الأحياء النمائي التطوري، اختلاف التزامن (بالإنجليزية: Heterochrony)‏ هو تغيير توقيت أحداث التكوين الجنيني بسبب تغير وراثي، فالطفرة مختلفة التزامن يُمكن أن تؤثر في جين يُسيطر على موعد انتقال النبات من مرحلة البادرة إلى مرحلة اليافع، حيث يصبح قادراً على إنتاج أعضاء التكاثر. مُعظم الطفرات التي تؤثر في جينات تنظيم التكوين الجنيني قاتلة؛ ولكن بين الحين والآخر يبرز طراز شكلي جديد يستطيع البقاء بسبب زيادة تلاؤمه. صاغ هذا المصطلح إرنست هيكل في عام 1875.